# Galina Bielajewa (sportowczyni)
Galina Wasiljewna Bielajewa (ros. Галина Васильевна Беляева; ur. 12 grudnia 1951 w Jekaterynburgu) – rosyjska i kazachska strzelczyni, olimpijka, złota medalistka mistrzostw świata i igrzysk azjatyckich.

## Kariera sportowa
Specjalizowała się w strzelaniach pistoletowych. Dwukrotna uczestniczka igrzysk olimpijskich (IO 1996, IO 2004), na których wystąpiła w 4 konkurencjach. Najlepsze miejsce osiągnęła w swoim pierwszym olimpijskim starcie – w pistolecie pneumatycznym z 10 m dostała się do wąskiego finału, w którym uplasowała się na 6. miejscu.
Bielajewa 4 razy stała na podium mistrzostw świata. W 1994 roku jako reprezentantka Kazachstanu zdobyła brąz w indywidualnym strzelaniu z pistoletu pneumatycznego, przegrywając wyłącznie z Jasną Šekarić i Margit Stein. Jako członkini kadry rosyjskiej wywalczyła trzy medale w zawodach drużynowych, w tym 2 złote w pistolecie pneumatycznym (1998, 2002) i srebro w pistolecie sportowym z 25 m (2002). W ostatniej z tych konkurencji była indywidualnie 9. zawodniczką turnieju.
Bielajewa jest 6-krotną drużynową medalistką igrzysk azjatyckich w barwach Kazachstanu (1 złoto, 3 srebra i 2 brązowe medale). Jedyne złoto osiągnęła w swoim ostatnim starcie na tej imprezie – zwyciężyła w 2010 roku w pistolecie sportowym z 25 m. 3-krotnie stała na podium zawodów o Puchar Świata, zaś 2-krotnie zdobyła medale w zawodach finałowych Pucharu Świata.
Strzelectwo zaczęła uprawiać w 1986 roku w wieku 35 lat. Jest zamężna, ma 2 dzieci.

## Wyniki

### Igrzyska olimpijskie
| Igrzyska     | Konkurencja                 | Wynik                                       | Miejsce | Źródło |
| ------------ | --------------------------- | ------------------------------------------- | ------- | ------ |
| Atlanta 1996 | Pistolet pneumatyczny, 10 m | 481,7 pkt. 384 pkt. (97–95–97–95)+97,7 pkt. | 6       | [ 1 ]  |
| Atlanta 1996 | Pistolet sportowy, 25 m     | 567 pkt. (286–281)                          | 30      | [ 4 ]  |
| Ateny 2004   | Pistolet pneumatyczny, 10 m | 373 pkt. (96–91–93–93)                      | 33      | [ 5 ]  |
| Ateny 2004   | Pistolet sportowy, 25 m     | 577 pkt. (292–285)                          | 13      | [ 6 ]  |

### Medale mistrzostw świata
Opracowano na podstawie materiałów źródłowych:
| Mistrzostwa    | Konkurencja                            | Wynik                 | Miejsce |
| -------------- | -------------------------------------- | --------------------- | ------- |
| Mediolan 1994  | Pistolet pneumatyczny, 10 m            | 483,7 pkt. (384+99,7) |         |
| Barcelona 1998 | Pistolet pneumatyczny, 10 m, drużynowo | 1145 pkt. (druż.)     |         |
| Lahti 2002     | Pistolet pneumatyczny, 10 m, drużynowo | 1145 pkt. (druż.)     |         |
| Lahti 2002     | Pistolet sportowy, 25 m, drużynowo     | 1732 pkt. (druż.)     |         |

### Igrzyska azjatyckie
Opracowano na podstawie materiałów źródłowych:
| Igrzyska       | Konkurencja                            | Wynik                             | Miejsce |
| -------------- | -------------------------------------- | --------------------------------- | ------- |
| Hiroszima 1994 | Pistolet sportowy, 25 m, drużynowo     | ?                                 |         |
| Bangkok 1998   | Pistolet pneumatyczny, 10 m, drużynowo | ?                                 |         |
| Bangkok 1998   | Pistolet sportowy, 25 m, drużynowo     | ?                                 |         |
| Busan 2002     | Pistolet pneumatyczny, 10 m, drużynowo | 1130 pkt. (druż.) 374 pkt. (ind.) |         |
| Busan 2002     | Pistolet sportowy, 25 m, drużynowo     | 1737 pkt. (druż.) 583 pkt. (ind.) |         |
| Guangzhou 2010 | Pistolet sportowy, 25 m, drużynowo     | 1731 pkt. (druż.) 576 pkt. (ind.) |         |